# Belin (Covasna)
Belin es una comuna ubicada en el distrito de Covasna, Rumania.

## Superficie
Posee una superficie de 70,71 kilómetros cuadrados.

## Demografía
Hasta 2021 la población era de 3181 habitantes, con una densidad de población de 44,99 habitantes por kilómetro cuadrado.